# Sándor Tótka
Sándor Tótka (* 27. Juli 1994 in Mezőtúr) ist ein ungarischer Kanute.

## Karriere
Seinen ersten internationalen Erfolg feierte Tótka bei den Olympischen Jugend-Sommerspielen 2010 in Singapur, bei denen er im Einer-Kajak die Goldmedaille gewann. Drei Jahre darauf belegte er bei den Weltmeisterschaften in Duisburg mit der 4-mal-200-Meter-Staffel im Einer-Kajak den dritten Platz. 2014 wurde er in dieser Disziplin in Moskau schließlich Weltmeister. Ein weiterer Titelgewinn gelang ihm bereits ein Jahr später in Mailand mit dem ersten Platz im Zweier-Kajak auf der 200-Meter-Strecke mit Péter Molnár. Mit Molnár sicherte er sich 2015 außerdem bei den Europaspielen in Baku in dieser Disziplin die Bronzemedaille.
2016 wurde Tótka in Moskau im Vierer-Kajak über 500 Meter Europameister. Mit Péter Molnár absolvierte er im Zweier-Kajak auf der 200-Meter-Strecke im selben Jahr in Rio de Janeiro sein Olympiadebüt. Sie belegten zunächst in der Vorrunde den zweiten Rang, ehe sie nach einem Sieg im Halbfinale ins A-Finale einzogen. Mit einem Rückstand von drei Hundertstelsekunden auf die Litauer Aurimas Lankas und Edvinas Ramanauskas verpassten sie in diesem als Viertplatzierte knapp einen Medaillengewinn. Gemeinsam mit Bence Nádas gewann Tótka 2017 im Zweier-Kajak über 500 Meter bei den Weltmeisterschaften in Račice u Štětí die Silber- und bei den Europameisterschaften in Plowdiw die Goldmedaille. Darüber hinaus wurde er auch mit dem Vierer-Kajak auf der 500-Meter-Strecke Europameister. Im Jahr darauf belegte er in dieser Disziplin sowohl bei den Weltmeisterschaften in Montemor-o-Velho als auch den Europameisterschaften in Belgrad jeweils den dritten Platz.
2021 wurde Tótka in Posen auf der 200-Meter-Strecke erstmals auch Europameister im Einer-Kajak. Bei den ebenfalls 2021 ausgetragenen Olympischen Spielen 2020 in Tokio nahm Tótka an zwei Wettbewerben teil. Im Einer-Kajak gelang ihm auf der 200-Meter-Strecke nach ersten Rängen im Vorlauf und im Halbfinale der Einzug in den Finallauf, in dem er mit einer Zeit von 35,035 Sekunden ebenfalls den ersten Platz belegte und damit als Olympiasieger die Goldmedaille gewann. Der zweitplatzierte Manfredi Rizza aus Italien überquerte fünf Hundertstelsekunden nach Tótka die Ziellinie, gefolgt vom Briten Liam Heath auf Rang drei. Weniger erfolgreich verlief der Wettbewerb im Vierer-Kajak über 500 Meter. Zusammen mit Kornél Béke, Bence Nádas und Kolos Csizmadia kam er zunächst im Vorlauf nicht über den fünften und damit letzten Platz hinaus, den Viertelfinallauf gewannen die Ungarn aber anschließend. Dank Rang drei im Halbfinale zogen sie in den Finallauf ein, den sie in 1:25,068 Minuten auf dem siebten Platz beendeten. Bei den Weltmeisterschaften 2023 in Duisburg sicherte er sich im Vierer-Kajak über 500 Meter die Silbermedaille.
Tótka gehörte bei den Olympischen Spielen 2024 in Paris erneut zum ungarischen Aufgebot in zwei Wettbewerben. Mit Bence Nádas startete er im Zweier-Kajak über 500 Meter und zog mit ihm nach zweiten Plätzen im Vorlauf und im Halbfinale ins A-Finale ein. Sie erzielte mit einer Zeit von 1:27,15 min das zweitbeste Resultat und gewannen hinter den siegreichen Olympiasiegern aus Deutschland, Jacob Schopf und Max Lemke, die nach 1:26,87 min das Ziel erreicht hatten, und vor den mit 1:27,29 min drittplatzierten Australiern Jean van der Westhuyzen und Thomas Green als Zweite die Silbermedaille. Im Vierer-Kajak über 500 Meter qualifizierte sich Tótka mit Kolos Csizmadia, István Kuli und Bence Nádas dank eines zweiten Platzes im Vorlauf direkt für das Halbfinale, das sie ebenfalls in ihrem Lauf auf Rang zwei beendeten. Im A-Finale belegten sie nach 1:21,99 min den siebten Platz.
Für seinen Olympiasieg wurde Tótka 2021 das Offizierskreuz des Ungarischen Verdienstordens verliehen.